# شهرستان الزاهر
ناحیهٔ الزاهر (به عربی: مدیریة الزاهر) یک ناحیه در یمن است که در استان بیضاء واقع شده‌است.
ناحیهٔ الزاهر ۲۵٬۷۰۴ نفر جمعیت دارد.